# DonationAlerts
DonationAlerts — один из крупнейших сервисов монетизации стримов.
Сервис представляет собой систему организованного приёма пожертвований для стримеров и базового оформления своего канала. С каждого пожертвования сервис взимает комиссию в размере 10 %. DonationAlerts доступен на 9 языках: английский, французский, португальский, шведский, польский, русский, испанский, итальянский, немецкий.
С 2024 года владельцем платформы является компания CEBC B.V..

## История
DonationAlerts запущен в 2015 году программистом Сергеем Трифоновым и изначально работал с тремя площадками для прямых трансляций: Twitch, YouTube и Hitbox. После присоединения сервиса к Mail.ru Group (ныне — VK) в 2017 году он стал доступен для соцсетей, входящих в состав холдинга — «ВКонтакте» и «Одноклассники».
С 2017 года сервис был частью Mail.ru Group. До 2022 года принадлежал компании VK. 27 сентября 2022 года VK объявила о продаже My.Games (включая DonationAlerts) Александру Чачава, управляющему партнёру LETA Capital.
В 2019 году сервис организовал первую в России премию для стримеров StreamingAwards, в которой приняло участие более 3 тысяч стримеров.
В начале 2020 сервис запустил рекламный кабинет стримера. Стримеры получают рекламные контракты прямо внутри своего аккаунта в DonationAlerts.
В июле 2024 года владелец DonationAlerts и Boosty продал сервисы кипрскому бизнесмену Павлу Харанеке.

## Аудитория и пожертвования
На 2019 год сервисом DonationAlerts пользовались около 85 % стримеров в России.
Самое большое пожертвование за историю сервиса по состоянию на 13 июня 2019—200 000 рублей. Во время самоизоляции в связи с пандемией COVID-19 с января по март 2020 года количество пожертвований увеличились на 40 %, а в апреле — ещё на 35 %.

## Boosty
В 2019 году DonationAlerts запустил дочерний продукт Boosty. На этом сервисе авторы могут получать регулярные платежи от поклонников. Кроме подписок на авторов, есть возможность разово пожертвовать на конкретные цели, а также приобрести доступ к отдельным публикациям
Boosty позволяет авторам монетизировать контент разными способами: оформление подписок и приобретение доступа за разовые вознаграждения. Сервис также позволяет поддерживать авторов с помощью безвозмездных платежей — донатов.

## Благотворительность
На содержание живущего на аэродроме Орешково медведя Мансура собрали в сумме около 4,5 млн рублей.
В 2020 году DonationAlerts стал организатором проекта LoveAlerts, призванный помочь стримерам и блогерам, оказавшимся в опасности.
Во время пандемии COVID-19 стримеры собирали при помощи DonationAlerts почти 2 млн рублей на поддержку врачам.
Сервис сотрудничает с благотворительными фондами и собирает для них пожертвования на собственных трансляциях.